# ケブレーン
ケブレーン（古希: Κεβρήν, Kebrēn, ラテン語: Cebren）は、ギリシア神話に登場する神で、トロイア付近を流れるケブレーン河の河神（ポタモス）である。ポタモスの娘は全員がナーイアスとされていて、ケブレーンも例外ではなく、ケブレーンの娘アステロペーはアイサコスと、オイノーネーはトロイアの王子パリスと結婚したとされる。